# Mgławica dyfuzyjna

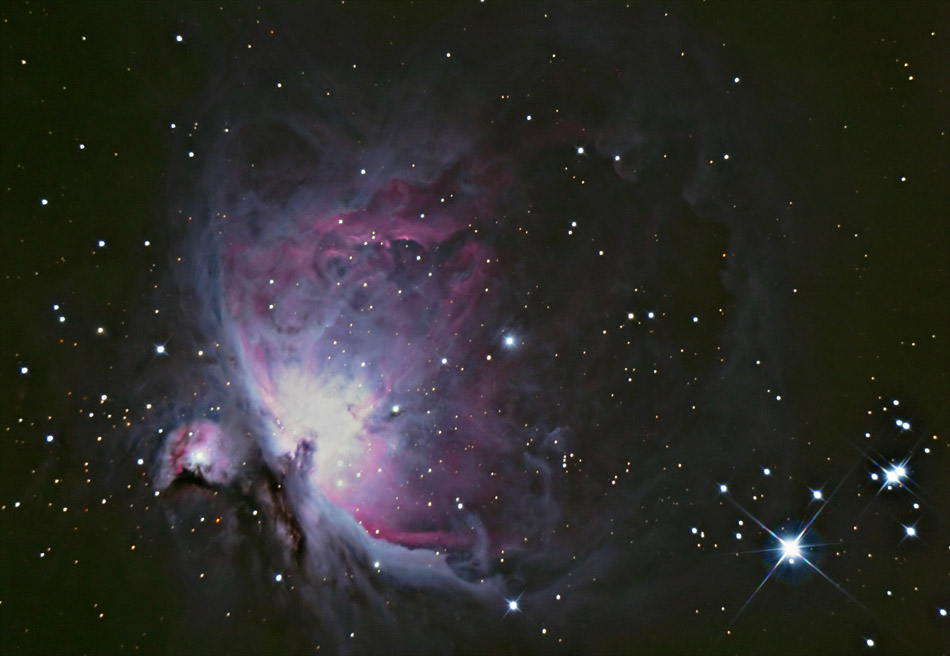
Wielka Mgławica w Orionie, słynna mgławica emisyjna.

Mgławice dyfuzyjne (inaczej: mgławice rozpraszające) – w astronomii oznaczają zarówno mgławice refleksyjne jak i mgławice emisyjne (niektórzy zaliczają do nich również pozostałości po supernowych). Są one dyfuzyjne, w przeciwieństwie do niedyfuzyjnych mgławic ciemnych.